# Tesagrotis
Tesagrotis is een geslacht van vlinders van de familie Uilen (Noctuidae), uit de onderfamilie Noctuinae.

## Soorten
- T. amia Dyar, 1903
- T. atrifrons Grote, 1873
- T. corrodera Smith, 1910
- T. piscipellis Grote, 1878